# Desastres naturales en India
Los desastres naturales en la India, muchos de ellos relacionados con el clima de la India, causan pérdidas masivas de vidas y propiedades. Sequías, inundaciones repentinas, ciclones, avalanchas, deslizamientos de tierra provocados por lluvias torrenciales y tormentas de nieve representan las mayores amenazas. Un desastre natural puede ser causado por terremotos, inundaciones, erupciones volcánicas, deslizamientos de tierra, huracanes, etc. Para ser clasificado como un desastre, tendrá un profundo efecto ambiental y / o pérdida humana y frecuentemente incurre en pérdidas financieras. Otros peligros incluyen frecuentes tormentas de polvo de verano, que generalmente se rastrean de norte a sur; causan grandes daños a la propiedad en el norte de la India y depositan grandes cantidades de polvo en regiones áridas. El granizo también es común en algunas partes de la India, causando daños severos a los cultivos en pie, como el arroz y el trigo, y muchos otros cultivos.

## Derrumbes y Avalanchas
Los derrumbes son muy comunes en el Bajo Himalaya. La joven edad de las colinas de la región resulta en formaciones rocosas lábiles, que son susceptibles a los deslizamientos. El aumento de la población y las presiones de desarrollo, en particular de la tala y el turismo, provocan la deforestación. El resultado es laderas desnudas que exacerban la gravedad de los deslizamientos de tierra; ya que la cubierta arbórea impide el flujo de agua cuesta abajo. Partes de los Ghats occidentales también sufren deslizamientos de tierra de baja intensidad. Las ocurrencias de avalanchas son comunes en Cachemira, Himachal Pradesh y Sikkim.

## Inundaciones en la India
Las inundaciones son el desastre natural más común en la India. Las fuertes lluvias del monzón del suroeste provocan que el Brahmaputra y otros ríos disten sus orillas, a menudo inundando las áreas circundantes. A pesar de que brindan a los agricultores de arrozales una fuente confiable de irrigación y fertilización natural, las inundaciones pueden matar a miles y desplazar a millones. Las precipitaciones monzónicas excesivas, erráticas o inoportunas también pueden arrasar o arruinar los cultivos. Casi toda la India es propensa a las inundaciones, y los eventos de precipitación extrema, como las inundaciones repentinas y las lluvias torrenciales, se han vuelto cada vez más comunes en el centro de la India en las últimas décadas, coincidiendo con el aumento de las temperaturas. Mientras tanto, los totales de precipitación anual han mostrado una disminución gradual, debido a una circulación del monzón que se debilita como resultado del calentamiento rápido en el Océano Índico y una diferencia de temperatura tierra-mar reducida. Esto significa que hay eventos de lluvia más extremos intermitentes con periodos de sequía más largos en el centro de la India en las últimas décadas.

## Ciclones en la India
Zona de convergencia intertropical, puede afectar a miles de indios que viven en las regiones costeras. La ciclogénesis tropical es particularmente común en el extremo norte del Océano Índico en los alrededores de la Bahía de Bengala. Los ciclones traen consigo fuertes lluvias, marejadas ciclónicas y vientos que a menudo cortan áreas afectadas de socorro y suministros. En la Cuenca del Océano Índico Norte, la temporada de ciclones se extiende de abril a diciembre, con una actividad máxima entre mayo y noviembre. Cada año, se forman un promedio de ocho tormentas con vientos sostenidos mayores a 63 kilómetros por hora (39 mph); de estos, dos se consolidan en verdaderos ciclones tropicales, que han sufrido ráfagas de más de 117 kilómetros por hora (73 mph). En promedio, un ciclón mayor (categoría 3 o superior) se desarrolla cada dos años.
Durante el verano, la Bahía de Bengala está sometida a un intenso calentamiento, lo que da lugar a masas de aire húmedas e inestables que producen ciclones. Muchos ciclones poderosos, incluidos el ciclón de 1737 Calcuta, el ciclón Bhola de 1970, el ciclón de 1991 en Bangladesh y el ciclón Odisha de 1999 han provocado una devastación generalizada en partes de la costa oriental de la India y la vecina Bangladesh. La muerte generalizada y la destrucción de la propiedad se informan cada año en estados costeros expuestos como Andhra Pradesh, Orissa, Tamil Nadu y Bengala Occidental. La costa occidental de la India, que bordea el Mar Arábigo, que es más plácida, experimenta ciclones en contadas ocasiones; estos atacan principalmente a Gujarat y, con menor frecuencia, a Kerala.
En términos de daños y pérdida de vidas, el ciclón 05B, un superciclón que golpeó a Orissa el 29 de octubre de 1999, fue el peor en más de un cuarto de siglo. Con vientos máximos de 160 millas por hora (257 km / h), era el equivalente a un huracán de categoría 5. Casi dos millones de personas quedaron sin hogar; otras 20 millones de personas se vieron afectadas por el ciclón. Oficialmente, 9,803 personas murieron a causa de la tormenta; las estimaciones no oficiales ubican el número de muertos en más de 10.100.

## Citas
- Datos: Q6980671